# Нагодзиці
Нагодзиці (пол. Nagodzice, нім. Herzogswalde) — село в Польщі, у гміні Мендзилесе Клодзького повіту Нижньосілезького воєводства.
Населення — 179 осіб (2011).
У 1975-1998 роках село належало до Валбжиського воєводства.

## Демографія
Демографічна структура станом на 31 березня 2011 року:
|          | Загалом | Допрацездатний вік | Працездатний вік | Постпрацездатний вік |
| -------- | ------- | ------------------ | ---------------- | -------------------- |
| Чоловіки | 94      | 24                 | 69               | 1                    |
| Жінки    | 85      | 21                 | 46               | 18                   |
| Разом    | 179     | 45                 | 115              | 19                   |